# 張永明 (明朝)
張永明（1499年—1566年），字鍾誠，號臨溪，浙江烏程縣（今浙江省湖州市）人，明朝政治人物，嘉靖乙未進士，官至刑部尚書。諡莊僖。

## 生平
嘉靖十三年（1534年）甲午科浙江鄉試第五十七名舉人。嘉靖十四年（1535年）中式乙未科進士。授蕪湖縣知縣。十九年十月升任南京刑科給事中，蒙古入侵大同，山西總督樊繼祖，巡撫史道、陳講等不能抵禦，張永明偕同官論其罪。此後彈劾兵部尚書張瓚黷貨，又彈劾大學士嚴嵩及子嚴世蕃貪污。既而彈劾兵部尚書戴金為御史巡鹽時，將餘下鹽購置羨銀，阻壞邊疆防備。上疏雖不盡行，但已讓朝廷內外官員所忌憚。二十四年十一月出為江西左參議，累升至雲南副使，三十年升江西右参政，三十三年三月升河南按察使，丁憂歸。起补陕西按察使，尋升本省右布政使，三十七年升山西左布政使。嘉靖三十八年（1559年）五月以右副都御史巡撫河南，曾經彈劾伊王朱典楧恣橫，并檢舉其惡，朱典楧竟伏誅。
嘉靖四十年（1561年）二月，升任南京刑部右侍郎，未上任，改吏部右侍郎、升吏部左侍郎。四十一年五月拜刑部尚書，九月改任都察院左都御史。因給事中魏時亮彈劾，張永明堅持辭去，四十五年十月馳驛歸乡，十一月卒，年六十八，贈太子少保，諡莊僖。

## 家族
曾祖張武；祖父張𤪸；父張傑，母史氏。慈侍下。

## 延伸阅读
[在维基数据编辑]
 《國朝獻徵錄·卷之五十四》，出自焦竑《國朝獻徵錄》
 《明史卷二百〇二》，出自《明史》